# ケイティー・アドラー
ケイティー・アドラー（Katie Adler、9月6日 - ）は、アメリカ合衆国カリフォルニア州出身の女性俳優・ナレーター・声優。

## 経歴・人物
サンディエゴ大学コミュニケーション学科を卒業後、日本企業における英語研修の講師を務める。西フロリダ大学よりTEFL（teaching English as a foreign language）を取得する。東京国際演劇参加するなど、舞台経験も豊富。さらにシンガーソングライターでもあり、バンド活動の経験もある。年に2～3回は故郷アメリカに戻り、ナレーションと芝居のレッスン受けている。
- 趣味、テニス、スキー、読書、演劇、旅行、フリスビー、料理。

## 出演番組

### テレビ番組
- NHKワールドニュース（VTRニュースナレーション）
- リトルチャロ（アフレコ）

### ラジオ番組
- ビジネス英会話
- 英会話入門
- リトルチャロ
- ラジオ英会話